# Provincia di Ararat
Ararat () è una provincia dell'Armenia di circa 275 100 abitanti (2007), che ha come capoluogo Artašat. La provincia mette insieme i precedenti distretti di Ararat, Artashat e Masis.
Ararat confina a nord-ovest con la provincia di Armavir, a nord con la provincia di Erevan e la provincia di Kotayk, a est con la provincia di Gegharkunik e di Vayots Dzor, a sud con l'enclave azera di Nakhchivan e a ovest con la Turchia.

## Geografia fisica

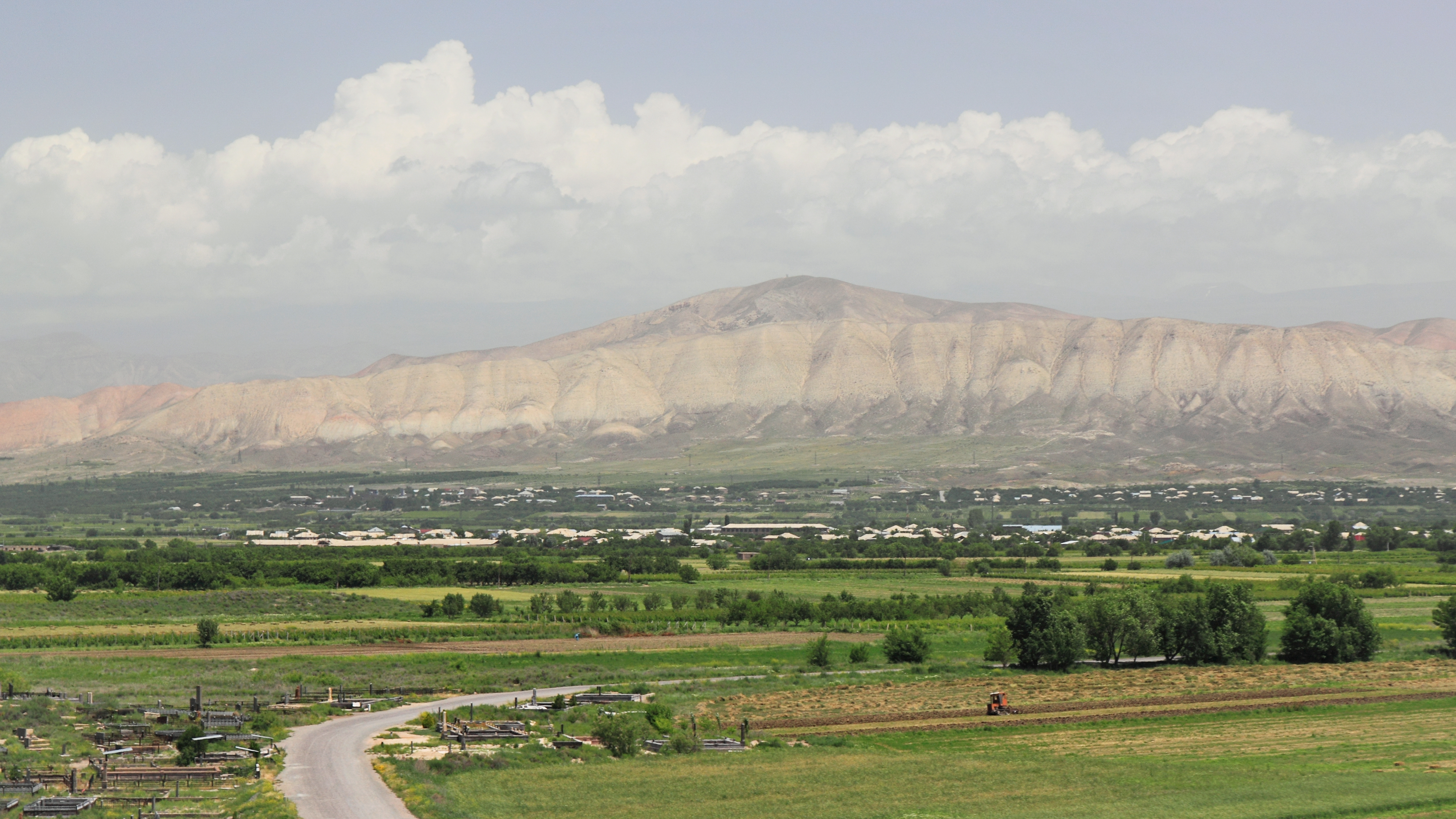
La montagna Yerakh al centro della provincia

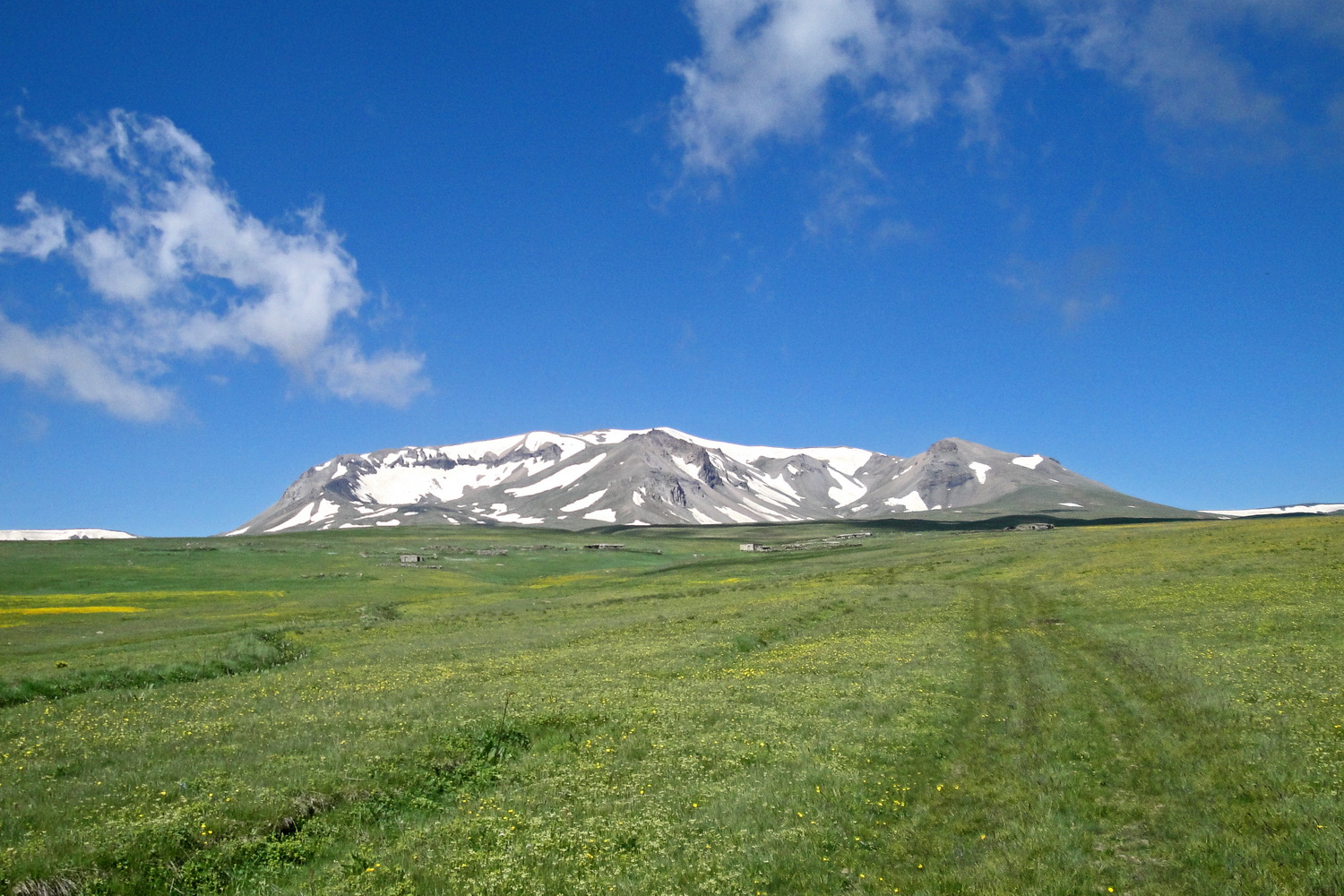
Spitakasar (3560 m)

Ararat ha una superficie di 2090 km² (il 7% della superficie totale di Armenia). Occupa est della parte centrale della moderna Armenia.
La provincia si trova nella parte sud-est della pianura Ararat, circondato dalle montagne Yeranus da nord, le montagne di Gegham, Dahnak e Mzhkatar da est, Urts montagne da sud e il fiume Araks da ovest. Le montagne del Yerakh si trovano al centro della provincia. Approssimativamente, il 30% del territorio è pianeggiante, mentre il resto è dominata da montagne.
Il punto più alto della provincia di Ararat è il picco Spitakasar delle montagne Gegham con una altezza di 3560 metri. Il punto più basso è a 801 metri a valle Araks.
Araks, Hrazdan, Azat e Vedi, sono i 4 grandi fiumi che attraverso la provincia.
Il clima è molto diversificato all'interno della provincia. Si spazia tra il clima estremamente arido a bassa pianura e clima freddo e nevoso sulle montagne.

## Storia

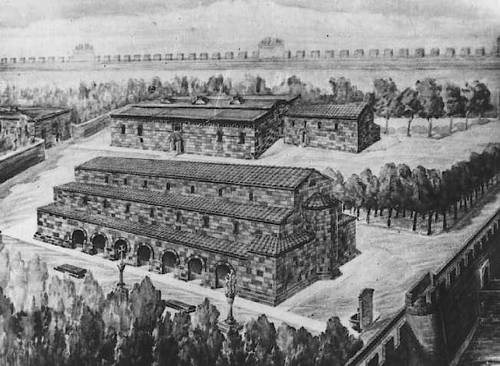
Disegno della piazza centrale della città antica capitale armena di Dvin.
La principale cattedrale di San Grigor (dal terzo al quinto secolo), con una piccola chiesa di S. Sarkis a destra (VI secolo) e la residenza del Catholicos a sinistra (V secolo)

## Geografia antropica
La provincia è suddivisa in 97 comuni (hamaynkner), dei quali 4 sono considerate città urbane e 93 sono considerati rurali.

### Città o comunità urbane
| Immagine | Città    | Provincia | Annon di fondazione           | Superficie (km2) | Abitanti (censimento 2011) |
| -------- | -------- | --------- | ----------------------------- | ---------------- | -------------------------- |
|          | Ararat   | Ararat    | 1930                          | 6                | 20.235                     |
|          | Artashat | Ararat    | 1945                          | 12               | 22.269                     |
|          | Masis    | Ararat    | 1950                          | 5,7              | 20.215                     |
|          | Vedi     | Ararat    | XIII secolo (prima citazione) | 5,6              | 11.384                     |

### Villaggi o comunità rurali
- Artašat
- Masis
- Vedi
- Abovyan
- Araksavan
- Aralez
- Ararat
- Arbat
- Arevabuyr
- Arevšat
- Argavand
- Armaš
- Avšar
- Aygavan
- Aygepat
- Aygestan
- Aygezard
- Ayntap
- Azatašen
- Azatavan
- Baghramyan
- Bardzrašen
- Berdik
- Berqanuš
- Burastan
- Byuravan
- Dalar
- Darakert
- Darbnik
- Daštaqar
- Daštavan
- Deghdzut
- Dimitrov

- Ditak
- Dvin
- Geghanist
- Getapnya
- Getazat
- Ginevet
- Ghukasavan
- Goravan
- Hayanist
- Hnaberd
- Hovtašat
- Hovtašen
- Jrahovit
- Jrašen
- Kanačut
- Khačpar
- Landjanist
- Landjar
- Landjazat
- Lusarat
- Lusašogh
- Marmarašen
- Masis (Artašat)
- Mkhčyan
- Mrganuš
- Mrgavan
- Mrgavet
- Narek
- Nizami
- Nor Kharberd
- Nor Kyanq
- Nor Kyurin
- Nor ughi

- Norabats
- Noramarg
- Norašen
- Noyakert
- Nšavan
- Paruyr Sevak
- Pokr Vedi
- Qaghtsrašen
- Rančpar
- Sayat-Nova
- Šaghap
- Šahumyan
- Sipanik
- Sis
- Sisavan
- Surenavan
- Taperakan
- Urcadzor
- Tigranashen
- Urtsalanj
- Vanašen
- Vardašat
- Vardašen
- Verin Artašat
- Verin Dvin
- Vosketap
- Vostan
- Yeghegnavan
- Yeraskh
- Zangakatun
- Zorak

## Galleria d'immagini

Ararat
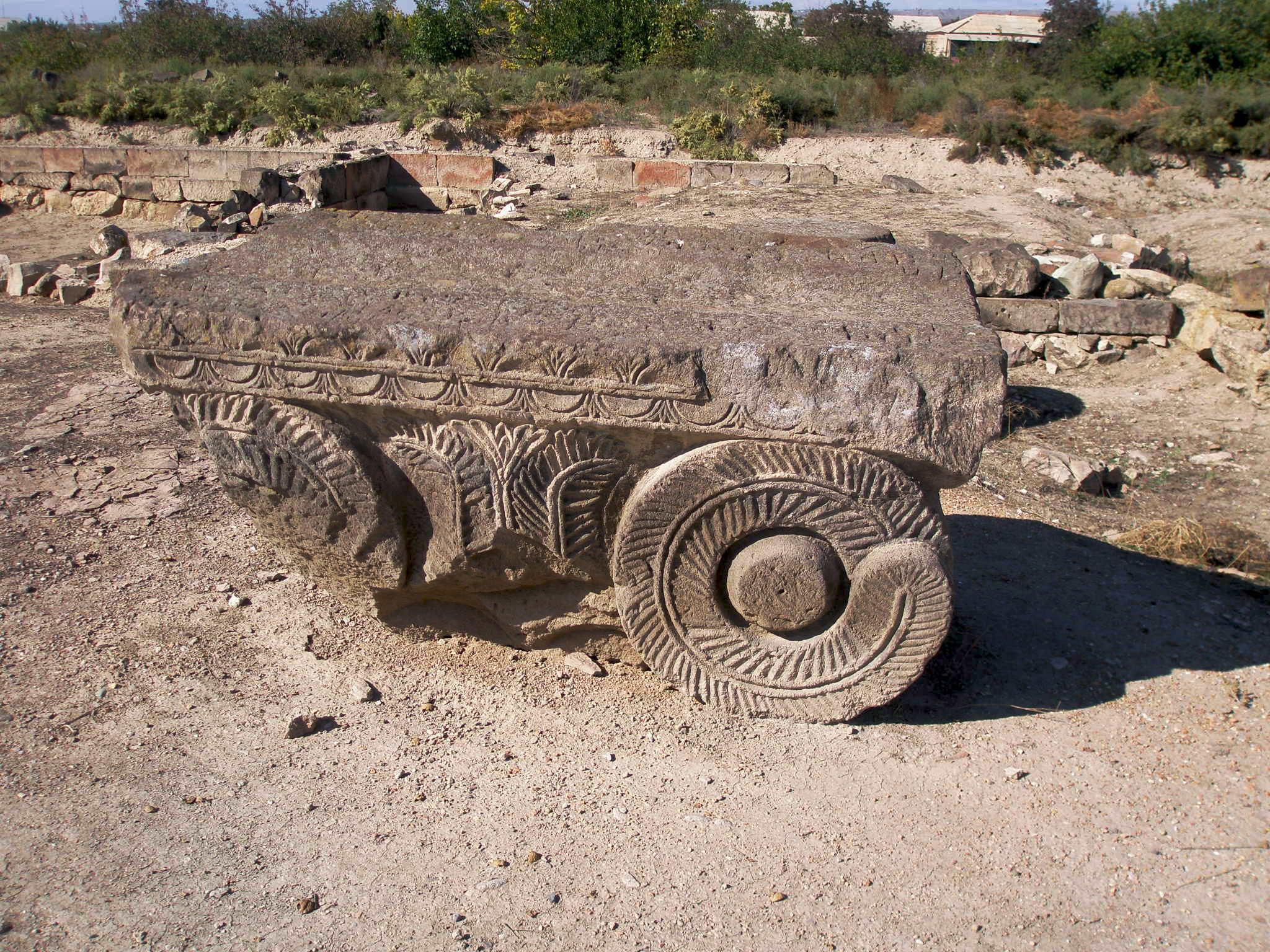
Capitello della Cattedrale di San Gregorio, antica Dvin
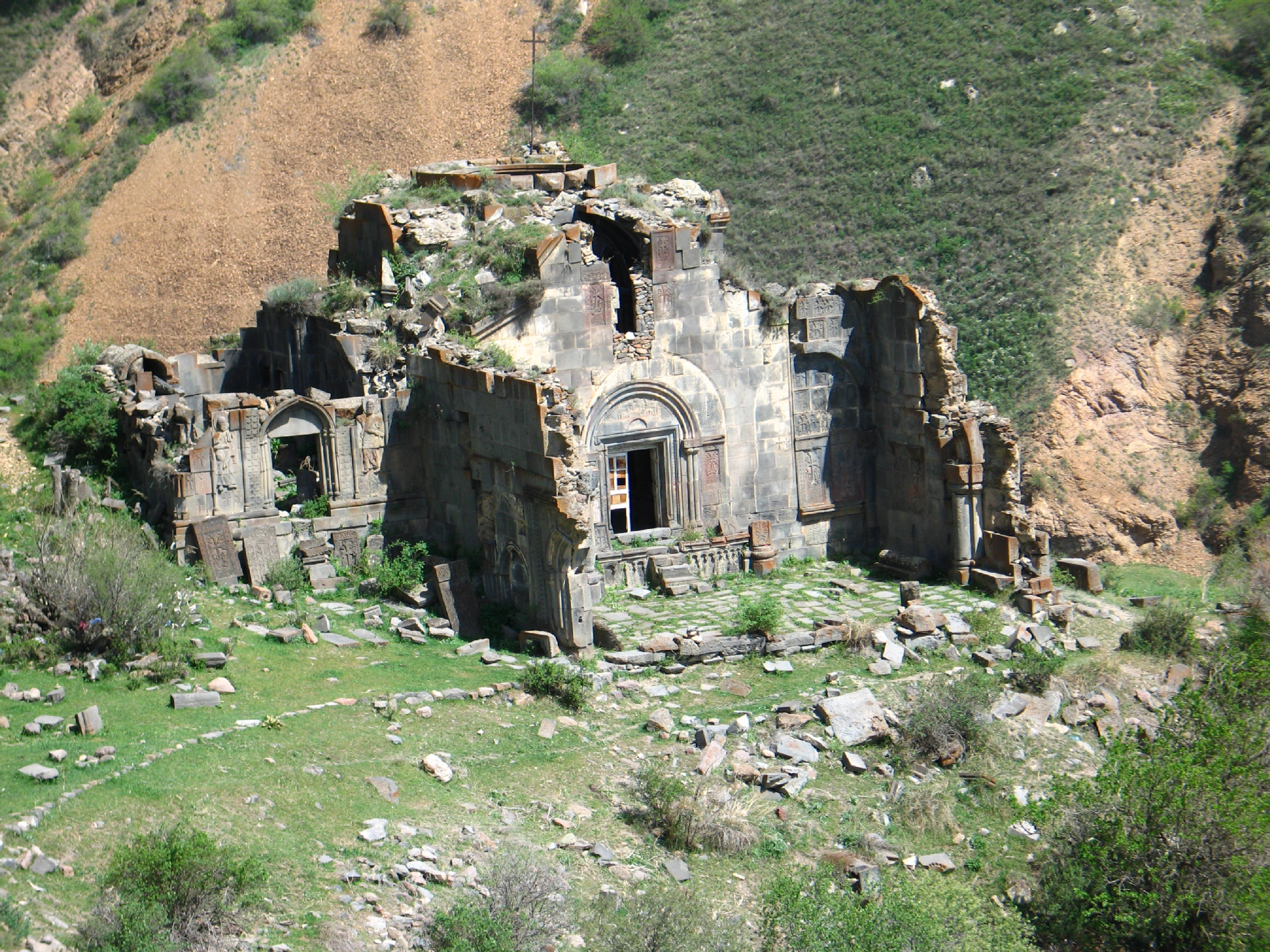
I resti del monastero Aghjots Vank
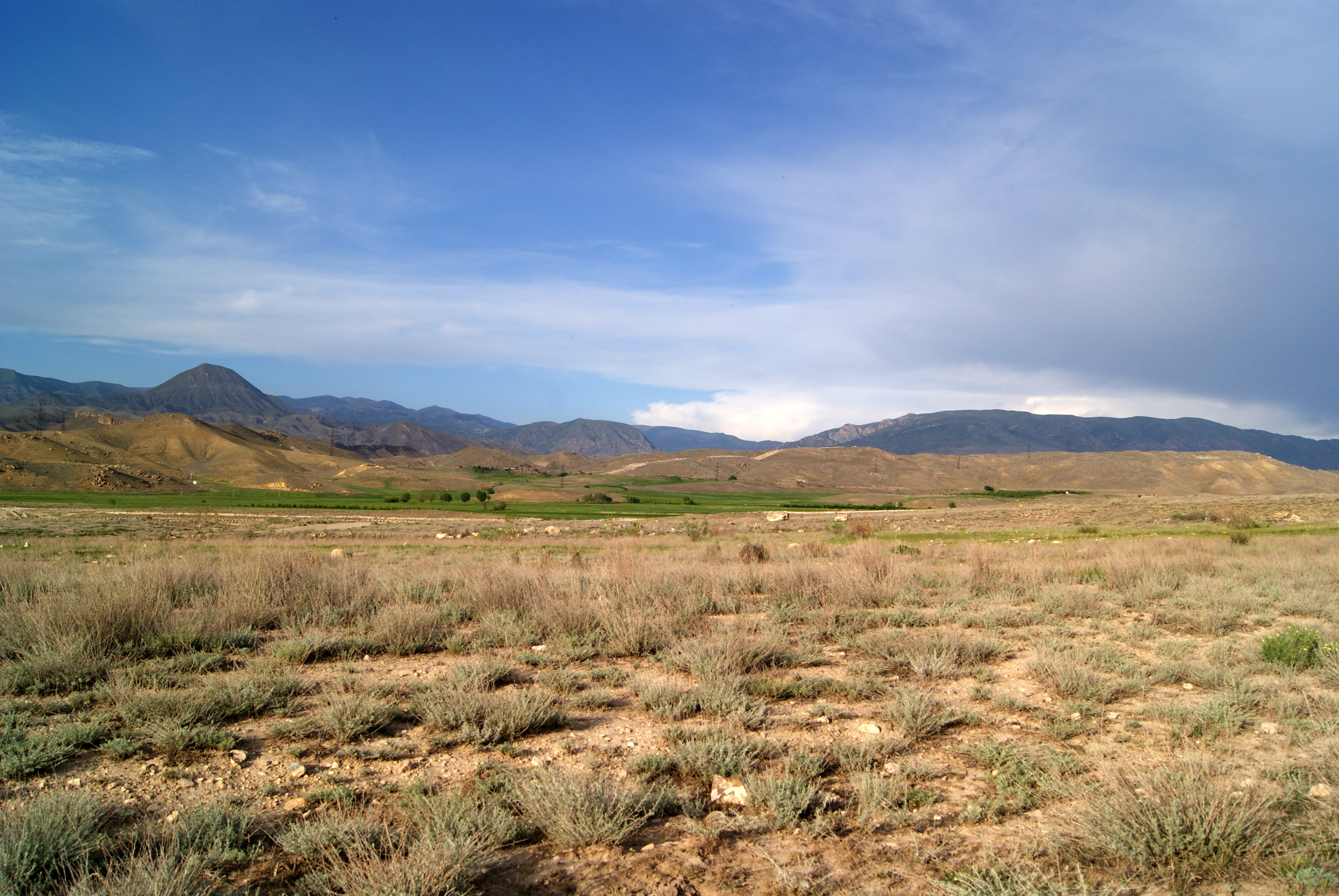
Il Goravan Sands Sanctuary
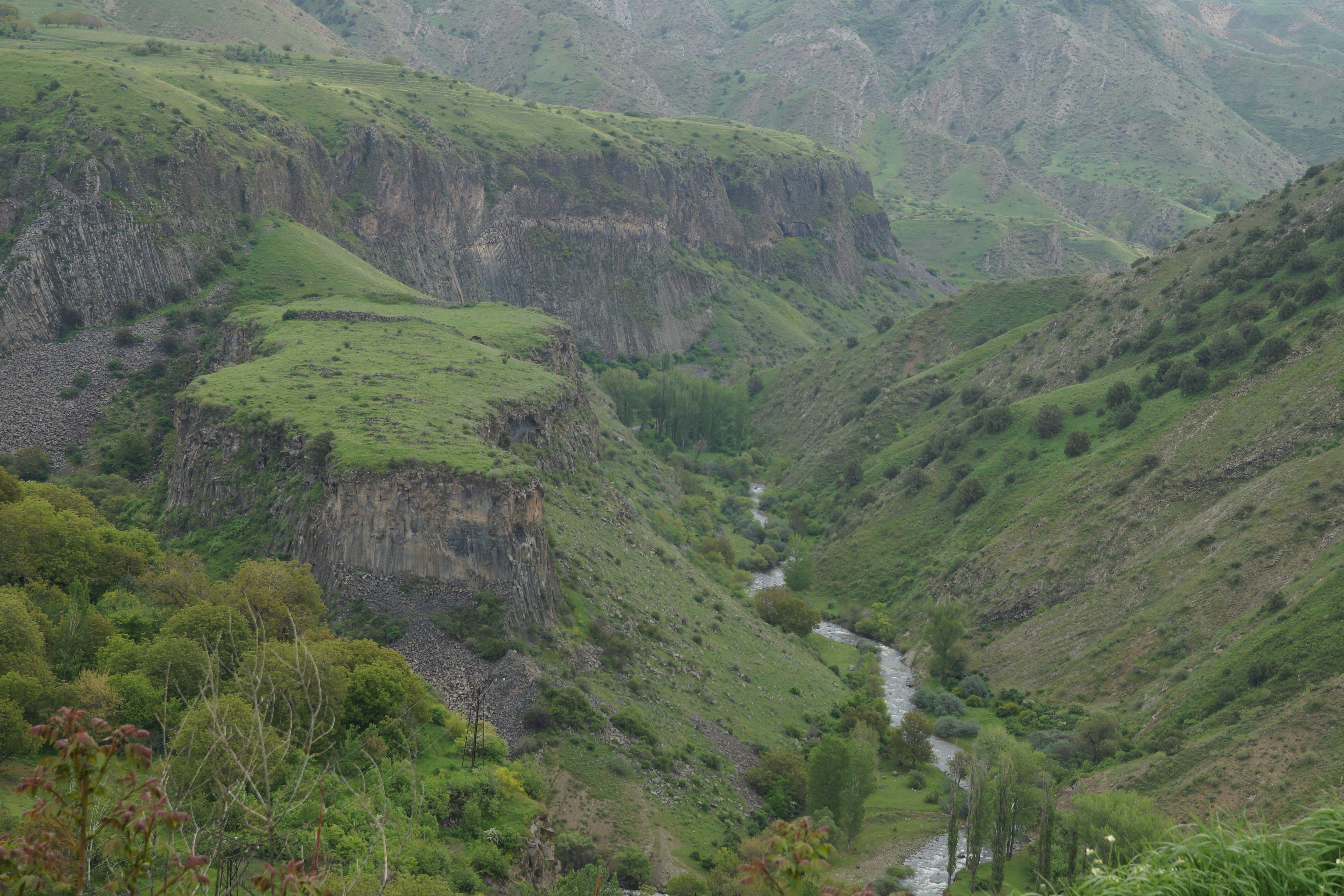
Khosrov Forest State Reserve
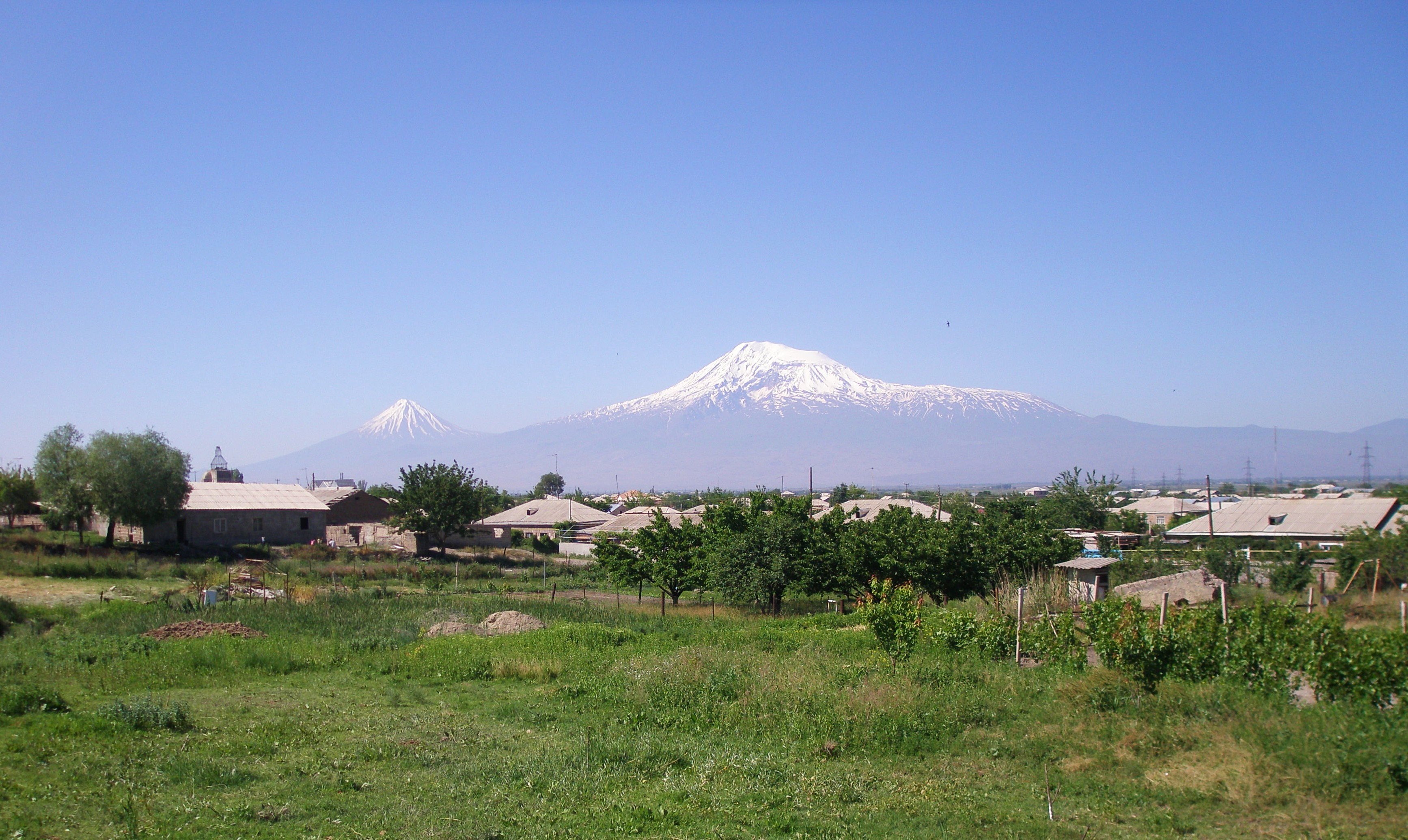
Il monte Ararat visto dal villaggio armeno di Nor Kyurin